# Tommy Andersson
Tommy Andersson (3 febbraio 1950) è un ex calciatore svedese, di ruolo attaccante.

## Palmarès

### Club

#### Competizioni nazionali
- Campionato svedese: 5

Malmö: 1970, 1971, 1974, 1975, 1977
- Coppa di Svezia: 3

Malmö: 1974, 1975, 1978